# Supercopa espanyola de waterpolo femenina
|  | Aquest article tracta sobre la competició femenina. Si cerqueu la competició masculina, vegeu «Supercopa espanyola de waterpolo masculina». |

La Supercopa espanyola de waterpolo femenina, anomenada Supercopa Preemat de waterpolo femenina per motius comercials, és una competició esportiva de clubs espanyols de waterpolo, creada la temporada 2009-10 i organitzada per la Reial Federació Espanyola de Natació. Hi competeixen l'equip campió de Lliga i de Copa de la temporada anterior en un partit únic i en una seu neutral. Des de la temporada 2017-18 es disputat en format de final a quatre. Aquesta competició dona inici a una nova temporada de waterpolo femení.
El Club Natació Sabadell amb onze títols, nou de forma consecutiva entre 2009 i 2017, i el Centre Natació Mataró (2019, 2021, 2022) amb tres són els únics clubs que han guanyat la competició.

## Historial
| En negreta = Equip guanyador (1) = Nombre de campionats (p.) = Penals Nota: Noms dels equips segons l'època |

| Edició | Temp.   | Data       | Campió                   | Resultat        | Subcampió           | Seu                              | refs  |
| ------ | ------- | ---------- | ------------------------ | --------------- | ------------------- | -------------------------------- | ----- |
| I      | 2009-10 | 11-12-2009 | CN Sabadell (1)          | 8-5             | CE Mediterrani      | Piscina CN Terrassa              |       |
| II     | 2010-11 | 14-12-2010 | CN Sabadell (2)          | 19–2            | CE Mediterrani      | Piscina Can Llong, Sabadell      |       |
| III    | 2011-12 | 24-09-2011 | CN Sabadell (3)          | 16–5            | CE Mediterrani      | Piscina Can Llong, Sabadell      |       |
| IV     | 2012-13 | 12-10-2012 | CN Sabadell (4)          | 11–5            | CN Sant Andreu      | Piscina Carles Ibars, Sabadell   |       |
| V      | 2013-14 | 12-10-2013 | CN Sabadell (5)          | 21-1            | CN Terrassa         | Piscina Sant Sebastià, Barcelona |       |
| VI     | 2014-15 | 27-09-2014 | CN Sabadell (6)          | 14–3            | CN Mataró           | Piscina Pere Serrat, Barcelona   |       |
| VII    | 2015-16 | 03-10-2015 | CN Sabadell (7)          | 12–5            | CN Sant Andreu      | Piscina Pere Serrat, Barcelona   |       |
| VIII   | 2016-17 | 15-10-2016 | CN Sabadell (8)          | 11–6            | CN Mataró           | Piscina CN Mataró                |       |
| IX     | 2017-18 | 15-10-2017 | CN Sabadell (9)          | 10–5            | CN Mataró           | Piscina Natzaret, València       |       |
| X      | 2018-19 | 30-09-2018 | Astralpool Sabadell (10) | 8–5             | CN Sant Andreu      | Piscina Natzaret, València       | [ 4 ] |
| XI     | 2019-20 | 28-09-2019 | CN Mataró (1)            | 10–10 (5-4, p.) | Astralpool Sabadell | Piscina Can Llong, Sabadell      | [ 1 ] |
| XII    | 2020-21 | 11-10-2020 | Astralpool Sabadell (11) | 11-6            | CN Mataró           | Piscina Can Llong, Sabadell      | [ 5 ] |
| XIII   | 2021-22 | 12-10-2021 | stm CN Mataró (2)        | 10-8            | Astralpool Sabadell | Piscina Can Llong, Sabadell      | [ 6 ] |
| XIV    | 2022-23 | 12-10-2022 | Assolim Mataró (3)       | 10-9            | Astralpool Sabadell | Piscina Joan Serra, Mataró       | [ 7 ] |
| XV     | 2023-24 | 11-10-2023 | Astralpool Sabadell (12) | 12-11           | Assolim Mataró      | Piscina Can Llong, Sabadell      | [ 8 ] |
| XVI    | 2024-25 | 20-10-2024 | CN Sant Andreu (1)       | 10-5            | Assolim Mataró      | Piscina Joan Serra, Mataró       | [ 9 ] |

## Palmarès
| Equip                     | Campió | Subcampió | Finals | Anys campió                                                            | Anys subcampió                     |
| ------------------------- | ------ | --------- | ------ | ---------------------------------------------------------------------- | ---------------------------------- |
| Club Natació Sabadell     | 12     | 3         | 14     | 2009, 2010, 2011, 2012, 2013, 2014, 2015, 2016, 2017, 2018, 2020, 2023 | 2019, 2021, 2022                   |
| Centre Natació Mataró     | 3      | 6         | 9      | 2019, 2021, 2022                                                       | 2014, 2016, 2017, 2020, 2023, 2024 |
| Club Natació Sant Andreu  | 1      | 3         | 4      | 2024                                                                   | 2012, 2015, 2018                   |
| Club Esportiu Mediterrani | 0      | 3         | 3      | —                                                                      | 2009, 2010, 2011                   |
| Club Natació Terrassa     | 0      | 1         | 1      | —                                                                      | 2013                               |